# Молдован, Александру
Александру Молдован (рум. Alexandru Moldovan; 23 августа, 1950, Окна-Муреш) — румынский футболист и тренер.

## Карьера
В качестве футболиста выступал на позиции полузащитника. Несколько лет провел в составе бухарестского «Динамо», вместе с которым несколько раз становился чемпионом страны. После окончания карьеры Молдован работал с рядом местных команд, а в 1992—1993 гг. он возглавлял «Динамо».
Затем специалист долгое время тренировал команды из Африки и Ближнего Востока. Он приводил «Раджу» к победе в чемпионате Марокко. В 1999 году был главным тренером сборной Бахрейна.

## Достижения

### Футболиста
- Чемпион Румынии (4): 1970/71, 1972/73, 1974/75, 1976/77.
- Финалист Кубка Румынии (1): 1970/71.
- Победитель второй лиги (1): 1979/80.

### Тренера
- Чемпион Марокко (1): 1996/97.
- Обладатель Кубка Марокко (1): 2004/05.
- Чемпион Кувейта (1): 1997/98.
- Обладатель Суперкубка Туниса (1): 1995.
- Финалист Кубка Туниса (1): 1994/95.